# Apostolska nunciatura v Albaniji
Apostolska nunciatura v Albaniji je diplomatsko prestavništvo (veleposlaništvo) Svetega sedeža v Albaniji, ki ima sedež v Tirani; ustanovljena je bila 12. novembra 1920.
Trenutni apostolski nuncij je Luigi Bonazzi.

## Seznam apostolskih nuncijev
- Ernesto Cozzi (november 1920–23. februar 1926)
- Giovanni Battista della Pietra (9. marec 1927–1934)
- Ildebrando Antoniutti (19. maj 1936–14. julij 1938)
- Ivan Dias (16. januar 1991–8. november 1996)
- John Bulaitis (25. marec 1997–26. julij 2008)
- Ramiro Moliner Inglés (26. julij 2008–1. september 2016)
- Charles John Brown (9. marec 2017–28. september 2020)
- Luigi Bonazzi (10. december 2020–danes)